# Данс-Крик
Данс-Крик (англ. Dunns Creek State Park) — парк штата Флориды, расположенный к югу от реки Сент-Джонс, на 17-м шоссе США, площадью в около 6200 акров.

## История
На этом месте проживали индейцы, о чём свидетельствует довольно обширная насыпь ракушек. В 1920-х годах здесь действовала пристань для пароходов, которая снабжала дровами и водой корабли, гружённые цитрусовыми, а также использовалась в качестве почтового отделения для городов Помона и Сиско.

### Происхождение названия
Название Dunns Creek происходит от Джона Данна, юриста и плантатора кофе. В 1765 году он получил грант, который позволил ему возделывать участок «между двумя озерами» в округе Патнам, недалеко от нынешнего парка штата.